# Joseph Polo
Joseph „Joe“ Polo (* 10. Dezember 1982 in Duluth, Minnesota) ist ein mehrfacher amerikanischer Curling-Meister, der auch für die USA bei den Olympischen Spielen angetreten ist. Er begann mit dem Curling-Sport 1992 in der Stadt Bemidji im Alter von zehn Jahren im Bemidji Curling Club. Derzeit spielt er als Ersatzspieler im Team von John Shuster.
Polo begann seine internationale Karriere bei der Junioren-B-Weltmeisterschaft 2003, bei der er als Ersatzspieler im Team von Kristopher Perkovich die Bronzemedaille gewann.
Bei seiner ersten Weltmeisterschaft 2005 spielte er als Second im Team von Pete Fenson und wurde Sechster. Im darauffolgenden Jahr belegte er mit dem Team von Fenson nach einer Niederlage gegen die Norweger mit Thomas Ulsrud den vierten Platz.
Polo hat an den Olympischen Spielen 2006 in Turin im US-Team mit Skip Pete Fenson teilgenommen und im Spiel um Platz 3 die Bronzemedaille gegen das britische Team von David Murdoch gewonnen.
Bei der Weltmeisterschaft 2010 belegte er mit dem Team von Fenson den vierten Platz, nachdem das Spiel um Platz 3 gegen die Schotten mit David Murdoch verloren gegangen war. Nach zwei zehnten Plätzen bei den Weltmeisterschaften 2011 und 2014 kam er als Ersatzspieler im Team von John Shuster bei der Weltmeisterschaft 2017 auf den vierten Platz.
Bei der Mixed-Doubles-Weltmeisterschaft 2016 spielte Polo zusammen mit Tabitha Peterson und gewann nach einem Sieg gegen die schottische Mannschaft (Bruce Mouat und Gina Aitken) die Bronzemedaille.
Polo ist sechsfacher US-amerikanischer Meister.
Im November 2017 wurde er vom amerikanischen Verband als Ersatzspieler für das US-Team der Männer bei den Olympischen Winterspielen 2018 in Pyeongchang nominiert. Er spielte dort zusammen mit John Shuster (Skip), Tyler George (Third), Matt Hamilton (Second) und John Landsteiner (Lead). Nach fünf Siegen und vier Niederlagen in der Round Robin zogen die Amerikaner in die Finalrunde ein. Im Halbfinale besiegten sie Kanada mit Skip Kevin Koe. Im Finale schlugen sie Schweden mit Skip Niklas Edin mit 10:7 und gewannen die Goldmedaille.